# SMS Thüringen
SMS Thüringen là một thiết giáp hạm dreadnought của Hải quân Đế quốc Đức trong Chiến tranh Thế giới thứ nhất, là chiếc thứ ba trong lớp thiết giáp hạm Helgoland bao gồm bốn chiếc. Thüringen được đặt lườn vào tháng 11 năm 1908 tại xưởng tàu của hãng AG Weser ở Bremen; nó được hạ thủy vào ngày 27 tháng 11 năm 1909 và đưa ra hoạt động cùng hạm đội vào ngày 1 tháng 7 năm 1911. Con tàu được trang bị mười hai khẩu pháo 30,5 xentimét (12,0 in) trên sáu tháp pháo nòng đôi, và đạt được vận tốc tối đa 21 hải lý trên giờ (39 km/h; 24 mph). Thüringen được phân về Hải đội Chiến trận 1 thuộc Hạm đội Biển khơi Đức trong hầu hết quãng đời hoạt động của nó, kể cả trong Thế Chiến I.
Cùng với ba chiếc tàu chị em cùng lớp Helgoland, Ostfriesland và Oldenburg, Thüringen tham gia mọi hoạt động hạm đội chủ yếu tại Bắc Hải trong Thế Chiến I chống lại Hạm đội Grand Anh Quốc, bao gồm Trận Jutland vào ngày 31 tháng 5–1 tháng 6 năm 1916, trận hải chiến lớn nhất của cuộc chiến tranh này. Thüringen tham gia trận chiến đêm ác liệt, bao gồm việc phá hủy tàu tuần dương bọc thép Black Prince. Nó cũng hoạt động tại biển Baltic chống lại Hải quân Nga: nó đã có mặt trong Trận chiến vịnh Riga không thành công vào tháng 8 năm 1915.
Sau khi Đức thua trận vào tháng 11 năm 1918, hầu hết lực lượng Hải quân Đức bị chiếm giữ tại Scapa Flow vào lúc diễn ra cuộc thương lượng hòa bình. Tuy nhiên, bốn chiếc thuộc lớp Helgoland được phép ở lại Đức, nên tránh khỏi bị đánh đắm tại Scapa Flow. Cuối cùng chúng cũng bị giao cho các cường quốc Đồng Minh thắng trận như những chiến lợi phẩm. Thüringen được chuyển cho Pháp vào tháng 4 năm 1920 và được sử dụng như một tàu mục tiêu của Hải quân Pháp. Nó bị đánh chìm ngoài khơi vùng  Gavres và được tháo dỡ tại chỗ từ năm 1923 đến năm 1933, cho dù một phần lườn tàu vẫn còn lại dưới nước.

## Thiết kế và chế tạo
Thüringen được Hải quân Đế chế Đức (Kaiserliche Marine) đặt hàng dưới cái tên tạm thời Ersatz Beowulf, như là chiếc thay thế cho chiếc hải phòng hạm cũ Beowulf thuộc lớp Siegfried. Hợp đồng chế tạo con tàu được trao cho xưởng tàu AG Weser tại Bremen theo số hiệu chế tạo 166. Công việc được bắt đầu vào ngày 2 tháng 11 năm 1908 với việc đặt lườn, và nó được hạ thủy một năm sau đó, vào ngày 27 tháng 11 năm 1909. Công việc hoàn tất nó, bao gồm chế tạo cấu trúc thượng tầng và trang bị vũ khí, kéo dài cho đến tháng 6 năm 1911. Sau khi hoàn tất, sáu xà lan nổi được gắn vào chiếc thiết giáp hạm mới để nhằm giảm mớn nước, và con tàu được kéo xuôi dòng sông Weser để ra Bắc Hải. Thüringen, được đặt tên theo Thuringia, một tiểu bang thuộc miền Trung nước Đức, được đưa ra phục vụ cùng Hạm đội Biển khơi Đức vào ngày 1 tháng 6 năm 1911, không đầy ba năm kể từ khi công việc được bắt đầu, với chi phí 46,314 triệu Mác vàng, đắt nhất trong lớp của nó.
Thüringen có chiều dài chung 167,2 m (549 ft), có mạn thuyền rộng 28,5 m (94 ft) và độ sâu của mớn nước khi đầy tải là 8,94 m (29,3 ft). Trọng lượng choán nước tiêu chuẩn của nó là 22.808 tấn (22.450 tấn Anh), và lên đến 24.700 tấn (24.310 tấn Anh) khi đầy tải. Nó được vận hành bằng động cơ hơi nước ba buồng bành trướng đặt dọc công suất thiết kế 28.000 ihp (21.000 kW) để đạt được tốc độ tối đa 21 hải lý trên giờ (39 km/h; 24 mph). Thüringen mang theo đến 3.200 t (3.100 tấn Anh; 3.500 tấn Mỹ) than, cho phép nó đi được 5.500 hải lý (10.200 km) ở tốc độ 10 hải lý trên giờ (19 km/h). Sau năm 1915, các nồi hơi được cải tiến để có thể đốt dầu; con tàu có thể mang thêm 197 t (194 tấn Anh; 217 tấn Mỹ) dầu đốt.
Thüringen được trang bị dàn pháo chính bao gồm mười hai khẩu pháo 30,5 cm (12,0 in) SK L/50  trên sáu tháp pháo nòng đôi. Chúng được bố trí trên một hình lục giác khá bất thường gồm một tháp pháo đặt tại phía trước mũi và một sau đuôi tàu, và hai tháp pháo mỗi bên mạn tàu. Dàn pháo hạng hai của con tàu bao gồm mười bốn khẩu pháo pháo 15 cm (5,9 in) SK L/45 và mười sáu 8,8 cm (3,5 in) SK L/45. Sau năm 1914, hai trong số các khẩu 8,8 cm được tháo dỡ thay thế bằng hai khẩu pháo phòng không 8,8 cm. Thüringen còn được trang bị sáu ống phóng ngư lôi chìm 50 cm (20 in).

## Lịch sử hoạt động

### Trước chiến tranh
Sau khi đưa ra hoạt động vào ngày 1 tháng 7 năm 1911, Thüringen tiến hành chạy thử máy, vốn hoàn tất vào ngày 10 tháng 9. Đến ngày 19 tháng 9, nó được điều về Hải đội Chiến trận 1 thuộc Hạm đội Biển khơi Đức cùng với các tàu chị em với nó. Sau đó nó tiến hành các đợt thực tập tàu chiến riêng lẻ, tiếp nối bằng các đợt của Hải đội Chiến trận 1, và các cuộc cơ động hạm đội trong tháng 11. Chuyến đi thực tập mùa Hè vào tháng 7-tháng 8, vốn tthường đi đến vùng biển Na Uy, bị ngắt quãng bởi vụ Khủng hoảng Agadir; hậu quả là chuyến đi chỉ được thực hiện đến vùng biển Baltic. Sau đó Thüringen cùng với phần còn lại của hạm đội bước vào các đợt thực tập riêng lẻ, hải đội và toàn hạm đội trong hai năm tiếp theo trong hoàn cảnh của thời bình.
Ngày 14 tháng 7 năm 1914, chuyến đi mùa Hè hàng năm đến Na Uy bắt đầu. Trong chuyến đi thời bình cuối cùng của Hạm đội Đế chế, hạm đội tiến hành các cuộc thực hành ngoài khơi Skagen trước khi tiến vào các vũng biển Na Uy vào ngày 25 tháng 7. Ngày hôm sau hạm đội bắt đầu quay trở về Đức, do hậu quả của Tối hậu thư tháng 7 mà Đế quốc Áo-Hung đưa ra đối với Serbia. Vào ngày 27 tháng 7, toàn hạm đội tập trung ngoài khơi mũi Skadenes trước khi quay về cảng, nơi chúng ở trong tình trạng sẵn sàng cao độ. Chiến tranh giữa Áo-Hung và Serbia nổ ra vào ngày 28 tháng 7, và chỉ trong vòng một tuần lễ, mọi cường quốc tại châu Âu đều đã tham gia cuộc xung đột. Đến ngày 29 tháng 7, Thüringen cùng phần còn lại của Hải đội 1 đã quay trở về Wilhelmshaven.

### Mở màn Chiến tranh Thế giới thứ nhất

Vị trí của Hạm đội Biển khơi Đức vào sáng ngày 16 tháng 12, trong cuộc Bắn phá Scarborough, Hartlepool và Whitby

Thüringen có mặt trong cuộc tiến quân lớn đầu tiên của Hạm đội Đức vào Bắc Hải, diễn ra vào ngày 2-3 tháng 11 năm 1914; không có sự đụng độ nào với lực lượng Hải quân Anh. Một hoạt động thứ hai được tiếp nối vào ngày 15-16 tháng 12. Cuộc xuất quân này là sáng kiến của Đô đốc Friedrich von Ingenohl, Tư lệnh Hạm đội Biển khơi Đức, dự định sử dụng các tàu chiến-tuần dương thuộc Đội Tuần tiễu 1 dưới quyền Chuẩn Đô đốc (Konteradmiral) Franz von Hipper bắn phá các thị trấn duyên hải của Anh để nhữ một phần Hạm đội Grand Anh Quốc, nơi chúng có thể bị Hạm đội Biển khơi tiêu diệt. Sáng sớm ngày 15 tháng 12, hạm đội rời cảng tham gia cuộc bắn phá Scarborough, Hartlepool và Whitby. Chiều tối hôm đó, hạm đội chiến trận Đức với khoảng 12 thiết giáp hạm dreadnought, bao gồm Thüringen và ba chiếc tàu chị em, cùng tám thiết giáp hạm tiền-dreadnought, đã tiếp cận ở khoảng cách 10 nmi (19 km; 12 mi) với một hải đội biệt lập Anh bao gồm sáu thiết giáp hạm. Tuy nhiên, các cuộc đụng độ lẻ tẻ giữa hai lực lượng tàu khu trục hộ tống đối địch trong bóng đêm đã khiến Đô đốc von Ingenohl cho rằng ông đang phải đối đầu với toàn bộ Hạm đội Grand Anh Quốc. Tuân theo mệnh lệnh của Kaiser Wilhelm II tránh mạo hiểm hạm đội một cách không cần thiết, von Ingenohl tách ra khỏi trận chiến và quay mũi hạm đội chiến trận của mình trở về Đức.
Trong trận Dogger Bank diễn ra vào ngày 24 tháng 1 năm 1915, khi Hải đội Tàu chiến-tuần dương 1 của Anh dưới quyền Phó Đô đốc David Beatty cùng Hải đội Tàu chiến-tuần dương 2 đã phục kích các tàu chiến-tuần dương thuộc Đội Tuần tiễu 1 của Đức. Thüringen và phần còn lại của Hải đội Chiến trận 1 xuất phát để tăng cường cho các tàu chiến-tuần dương Đức bị áp đảo về số lượng; chúng rời cảng lúc 12 giờ 33 phút giờ Trung Âu (CET) cùng với các thiết giáp hạm tiền-dreadnought của Hải đội 2. Tuy nhiên, chúng đã quá trễ và không phát hiện lực lượng Anh nào; đến 19 giờ 05 phút, hạm đội quay trở về Schillig Roads bên ngoài Wilhelmshaven. Cùng lúc đó, tàu tuần dương bọc thép Blücher bị áp đảo bởi hỏa lực tập trung của Anh và bị đánh chìm, trong khi tàu chiến-tuần dương Seydlitz bị hư hại nặng do một đám cháy hầm đạn. Kết quả là Kaiser Wilhelm II cách chức von Ingenohl, thay thế ông bằng Đô đốc Hugo von Pohl vào ngày 2 tháng 2.
Tám thiết giáp hạm của Hải đội Thiết giáp 1 tiến vào vịnh Baltic vào ngày 22 tháng 2 năm 1915 để huấn luyện đơn vị, vốn kéo dài cho đến ngày 13 tháng 3. Sau khi quay trở lại Bắc Hải, các con tàu tham gia một loạt các cuộc xuất quân hạm đội vào các ngày 29-30 tháng 3 năm 17-18 tháng 4, 21-22 tháng 4 năm 17-18 tháng 5 và 29-30 tháng 5 mà không gặp đụng độ nào với đối phương.

### Trận chiến vịnh Riga
Thüringen và phần còn lại của hạm đội ở lại cảng cho đến ngày 4 tháng 8, khi Hải đội 1 quay trở lại khu vực Baltic cho một lượt huấn luyện cơ động khác. Từ đây, hải đội được điều về một lực lượng với dự định quét sạch lực lượng hải quân Nga trong vịnh Riga vào tháng 8. Lực lượng tấn công bao gồm tám thiết giáp hạm của Hải đội 1, các tàu chiến-tuần dương Von der Tann, Moltke và Seydlitz, nhiều tàu tuần dương hạng nhẹ, 32 tàu khu trục và 13 tàu quét mìn. Kế hoạch dự định quét sạch các bãi mìn của Nga ở các luồng ra vào vịnh nhằm loại bỏ sự hiện diện lực lượng Hải quân Nga, vốn bao gồm thiết giáp hạm tiền-dreadnought Slava. Sau đó người Đức sẽ rải bãi mìn của chính họ ngăn cản các tàu chiến Nga quay trở lại vịnh. Thüringen và phần lớn tàu chiến chủ lực của Hạm đội Biển khơi ở lại bên ngoài vịnh trong suốt chiến dịch. Các thiết giáp hạm dreadnought Nassau và Posen được cho tách ra vào ngày 16 tháng 8 để hộ tống các tàu quét mìn và để tiêu diệt Slava, cho dù chúng thất bại không thể đánh chìm chiếc thiết giáp hạm cũ của Nga. Sau ba ngày, các bãi mìn Nga được dọn sạch, và chi hạm đội tiến vào vịnh vào ngày 19 tháng 8; nhưng những báo cáo về hoạt động của tàu ngầm Đồng Minh trong khu vực đã buộc lực lượng Đức phải rút lui khỏi vịnh vào ngày hôm sau. Đến 26 tháng 8, Hải đội Chiến trận 1 quay trở về Wilhelmshaven.
Ngày 23-24 tháng 10, Hạm đội Biển khơi xuất quân cho chiến dịch cuối cùng dưới quyền chỉ huy của Đô đốc von Pohl, cho dù nó kết thúc mà không bắt gặp lực lượng nào của Anh. Đến tháng 1 năm 1916, bệnh tình ung thư gan hành hạ ông đến mức von Pohl không thể thực hiện nghĩa vụ của mình, và ông được thay thế bởi Phó Đô đốc Reinhard Scheer. Scheer đề xuất một chính sách tấn công tích cực hơn đưa đến một cuộc đối đầu với Hạm đội Grand Anh Quốc; ông nhận được sự chuyẩn y của Kaiser trong tháng 2. Chiến dịch đầu tiên của Đô đốc Scheer là một cuộc càn quét vào Bắc Hải trong các ngày 5-7 tháng 3, tiếp nối bởi hai đợt khác vào các ngày 21-22 tháng 3 và 25-26 tháng 3. Trong hoạt động tiếp theo của Scheer, Thüringen đã hỗ trợ cho cuộc Bắn phá Yarmouth và Lowestoft vào ngày 24 tháng 4 năm 1916 do các tàu chiến-tuần dương Đức tiến hành. Lực lượng này rời Jade Estuary lúc 10 giờ 55 phút, và phần còn lại của Hạm đội Biển khơi nối gót lúc 13 giờ 40 phút. Đang trên đường hướng đến mục tiêu, tàu chiến-tuần dương Seydlitz trúng phải một quả thủy lôi và buộc phải rút lui. Các tàu chiến-tuần dương khác tiến hành bắn phá thị trấn Lowestoft mà không bị kháng cự, nhưng lúc đang trên đường tiếp cận Yarmouth, chúng bắt gặp các tàu tuần dương Anh thuộc Lực lượng Harwich. Một cuộc đấu pháo ngắn đã diễn ra trước khi lực lượng Harwich rút lui. Tuy nhiên, các báo cáo về hoạt động của tàu ngầm Anh tại khu vực đã buộc Đội tuần tiễu 1 phải rút lui. Vào lúc này, Scheer được cảnh báo về sự xuất phát của Hạm đội Grand khỏi căn cứ của chúng tại Scapa Flow, nên ông phải rút lui về vùng biển Đức an toàn hơn.

### Trận Jutland

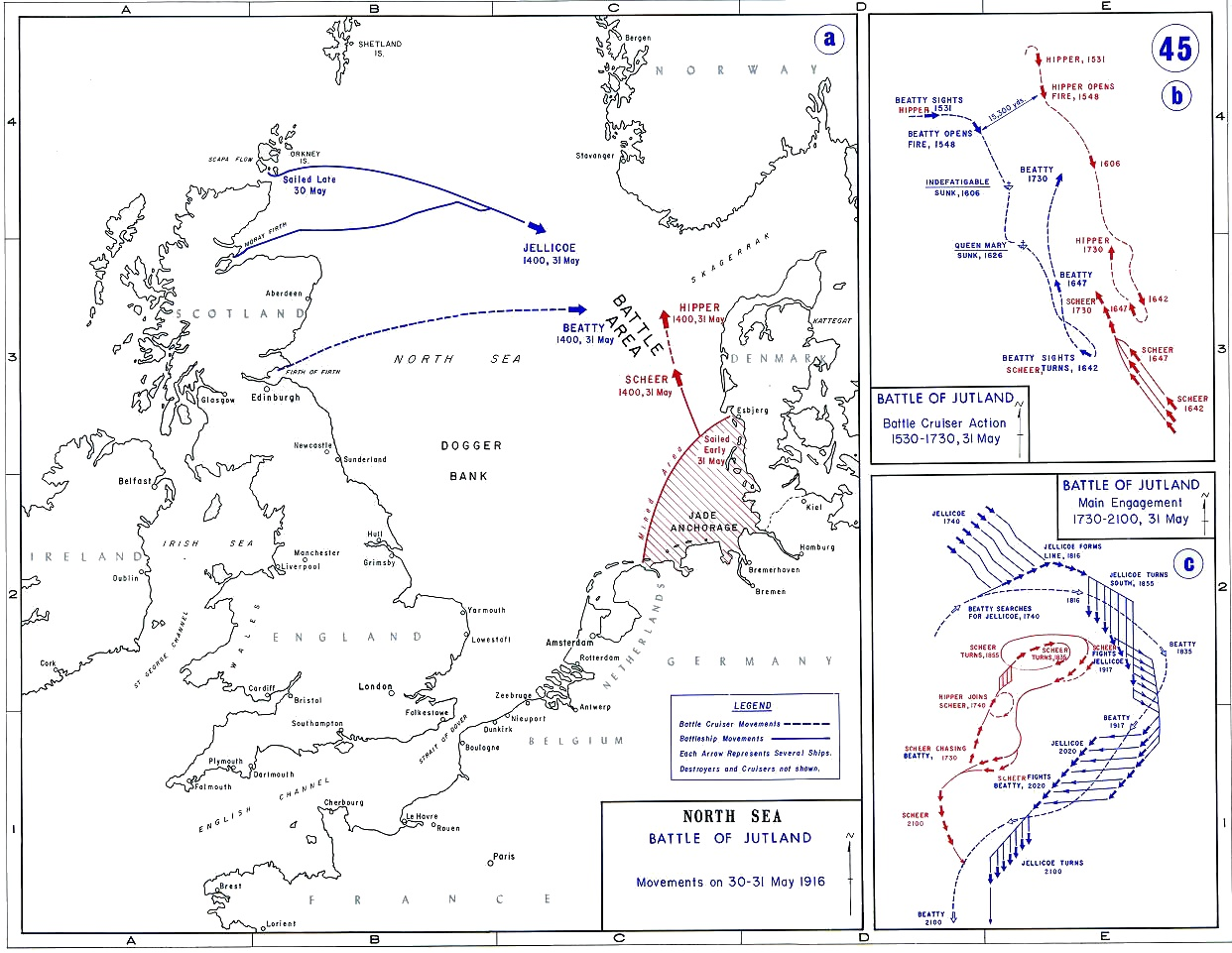
Bản đồ trình bày sự cơ động của hạm đội Anh (xanh) và Đức (đỏ) trong ngày 31 tháng 5–1 tháng 6 năm 1916.

Thüringen đã có mặt trong hoạt động của hạm đội vốn đã đưa đến trận Jutland diễn ra vào ngày 31 tháng 5-1 tháng 6 năm 1916. Hạm đội Đức một lần nữa tìm cách thu hút và cô lập một bộ phận Hạm đội Grand để tiêu diệt chúng trước khi hạm đội chính của Anh có thể trả đũa. Trong chiến dịch, Thüringen là chiếc thứ hai của Đội 1 thuộc Hải đội Chiến trận 1 và là chiếc thứ mười trong hàng, ngay phía sau soái hạm của hải đội Ostfriesland, và phía trước chiếc tàu chị em Helgoland. Hải đội 1 nằm ở phần trung tâm của hàng chiến trận Đức, phía sau tám thiết giáp hạm lớp König và Kaiser thuộc Hải đội Chiến trận 3. Sáu thiết giáp hạm tiền-dreadnought cũ kỹ thuộc các đội 3 và 4 thuộc Hải đội Chiến trận 2 hình thành nên phía đuôi của đội hình.
Ngay trước 16 giờ 00, các tàu chiến-tuần dương của Đội Tuần tiễu 1 đụng độ với Hải đội Tàu chiến-tuần dương 1 của Anh dưới quyền chỉ huy của Đô đốc David Beatty. Các bên đối địch bắt đầu một cuộc đấu pháo vốn đã đưa đến việc phá hủy tàu chiến-tuần dương Indefatigable không lâu sau 17 giờ 00, rồi đến lượt Queen Mary không đầy nữa giờ sau đó. Vào lúc này, các tàu chiến-tuần dương Đức di chuyển về phía Nam thu hút các tàu chiến Anh về phía lực lượng chủ lực của Hạm đội Biển khơi. Lúc 17 giờ 30 phút, thủy thủ trên chiếc thiết giáp hạm Đức dẫn đầu König nhìn thấy cả Đội Tuần tiễu 1 (Đức) lẫn Hải đội Tàu chiến-tuần dương 1 (Anh) đang đến gần. Các tàu chiến tuần dương Đức di chuyển bên mạn phải, trong khi các đối thủ Anh bên mạn trái. Lúc 17 giờ 45 phút, Scheer ra lệnh bẻ lái 2-point sang mạn trái đưa các con tàu của ông gần hơn với các tàu chiến-tuần dương Anh, và một phút sau đó lệnh nổ súng được đưa ra.
Trong khi những chiếc thiết giáp hạm dẫn đầu đụng độ với hải đội tàu chiến-tuần dương Anh, Thüringen và mười thiết giáp hạm khác ở quá xa ngoài tầm bắn để có thể tham gia, đã nổ súng vào Hải đội Tuần dương nhẹ 2 của Anh. Thüringen và Kronprinz đối đầu với tàu tuần dương Anh Dublin, cho dù cả hai chiếc không bắn trúng phát nào. Thüringen đã bắn trong vòng tám phút ở khoảng cách 18.600–20.800 yd (17.000–19.000 m), tiêu tốn 29 quả đạn pháo 30,5 cm. Các tàu khu trục Anh Nestor và Nomad, vốn đã bị loại khỏi vòng chiến trước đó trong quá trình trận đánh, nằm ngay trên đường tiến quân của Hạm đội Biển khơi. Thüringen và ba thiết giáp hạm khác đã tiêu diệt Nestor bằng dàn pháo chính và pháo hạng hai, trong khi các thiết giáp hạm của Hải đội 3 đã đánh chìm Nomad. Sau 19 giờ 15 phút, thiết giáp hạm dreadnought Anh Warspite lọt vào tầm bắn; Thüringen khai hỏa lúc 19 giờ 25 phút với dàn pháo chính và pháo hạng hai ở khoảng cách 10.600–11.800 yd (9.700–10.800 m), tiêu tốn 21 quả đạn pháo 30,5 cm và 37 quả đạn 15 cm trong vòng sáu phút đối đầu. Sau đó các pháo thủ trên Thüringen mất dấu Warspite, họ chuyển hỏa lực sang chiếc Malaya; bắn 20 quả đạn pháo hạng nặng nhắm vào Malaya trong vòng bảy phút ở khoảng cách 14.100 yd (12.900 m) trước khi tuân theo mệnh lệnh của Đô đốc Scheer "đổi hướng chiến trận" (Gefechtskehrtwendung) quay đầu 180 độ để tách khỏi hạm đội Anh.
Vào khoảng 23 giờ 30 phút, hạm đội Đức tái tổ chức thành đội hình di chuyển ban đêm. Thüringen là chiếc thứ bảy trong đội hình, bố trí về phía trước hàng 24 tàu chiến. Một giờ sau, những chiếc dẫn đầu hàng chiến trận Đức đụng độ với lực lượng hạng nhẹ của Anh, và một cuộc đấu pháo ác liệt ở tầm gần đã diễn ra. Vào khoảng 01 giờ 10 phút, tàu tuần dương bọc thép Black Prince lọt vào giữa hàng chiến trận Đức. Thüringen chiếu sáng nó bằng đèn pha và nả những loạt đạn pháo 30,5 cm ngắm thẳng trực tiếp. Loạt đạn đầu tiên đánh trúng gần tháp pháo đuôi của Black Prince, dường như đã bắn tung nó lên. Thüringen đã bắn tổng cộng mười quả đạn pháo 30,5 cm, 27 quả đạn 15 cm và 24 quả đạn 8,8 cm; rồi được sự tham gia của ba thiết giáp hạm khác; Black Prince bị phá hủy bởi một vụ nổ hầm đạn dữ dội. Khoảng nữa giờ sau, Thüringen phát hiện một tàu đối phương mà nó cho là một tàu tuần dương lớp Birkenhead. Nó bắn pháo sáng để soi rõ tàu đối phương rồi khai hỏa dàn pháo hạng hai, bắn tổng cộng 18 quả đạn pháo 15 cm và 6 quả đạn 8,8 cm trước khi bắn một loạt pháo sáng khác. Thực ra đó là tàu khu trục Turbulent, và dường như nó đã bị lật nghiêng qua mạn phải; tuy nhiên nó vẫn tiếp tục nổi được, để rồi sau đó bị tàu tuần dương Regensburg cùng các tàu khu trục V71 và V73 kết liễu.
Bất chấp sự ác liệt của trận chiến đêm, Hạm đội Biển khơi băng qua được đội hình tàu khu trục Anh và đến được Horns Reef lúc 4 giờ 00 ngày 1 tháng 6. Vài giờ sau đó, hạm đội về đến Jade; Thüringen, Helgoland, Nassau và Westfalen chiếm lấy các vị trí phòng ngự ở vòng ngoài của vũng tàu trong khi bốn thiết giáp hạm của Hải đội 3 không bị hư hại thả neo ngay phía ngoài các lối ra vào Wilhelmshaven. Tám chiếc thiết giáp hạm dreadnought còn lại đi vào cảng, nơi những chiếc còn trong tình trạng chiến đấu được tiếp đạn và tiếp nhiên liệu. Trong quá trình trận chiến, Thüringen đã bắn 107 phát đạn pháo 30,5 cm, 115 quả đạn 15 cm và 22 quả đạn 8,8 cm; nó cùng với thủy thủ đoàn đã thoát ra mà hoàn toàn không bị thiệt hại.

### Các hoạt động tiếp theo
Ngày 18 tháng 8, Đô đốc Scheer dự định lặp lại hoạt động như vào ngày 31 tháng 5; hai chiếc tàu chiến-tuần dương còn hoạt động được của Đức Moltke và Von der Tann, được hỗ trợ bởi ba thiết giáp hạm dreadnought, sẽ bắn phá thị trấn ven biển Sunderland nhằm lôi kéo và tiêu diệt các tàu chiến-tuần dương của Beatty. Phần còn lại của hạm đội, bao gồm Thüringen, sẽ theo sau bảo vệ. Khi tiếp cận bờ biển Anh, Scheer quay mũi lên hướng Bắc sau khi có báo động nhầm từ một khí cầu zeppelin về một đơn vị Anh tại khu vực. Kết quả là cuộc bắn phá đã không được thực hiện, và đến 14 giờ 35 phút, Scheer được cảnh báo về sự xuất hiện của Hạm đội Grand nên đã quay mũi lực lượng của mình rút lui trở về các cảng Đức.
Trong các ngày 25-26 tháng 9, Thüringen và phần còn lại của Hải đội 1 hỗ trợ cho một cuộc xuất quân đến Terschelling do lực lượng Soái hạm Tàu phóng lôi II (Führer der Torpedoboote) tiến hành. Scheer tiến hành một hoạt động hạm đội khác vào ngày 18-20 tháng 10 trên hướng Dogger Bank, cho dù việc bánh lái bị hư hại đã khiến Thüringen không thể tham gia. Trong hầu hết thời gian của năm 1917, Thüringen được giao nhiệm vụ canh gác tại German Bight. Trong Chiến dịch Albion, cuộc tấn công đổ bộ lên các đảo do Nga chiếm đóng trong vịnh Riga, Thüringen cùng ba chiếc tàu chị em di chuyển đến các eo biển Đan Mạch để ngăn ngừa mọi ý định muốn can thiệp của Anh. Vào ngày 28 tháng 10, bốn chiếc tàu chiến đã đi đến Putzig Wiek, rồi từ đây đi đến Arensburg vào ngày 29 tháng 10. Đến ngày 2 tháng 11, chiến dịch hoàn tất, và Thüringen và các tàu chị em lên đường quay trở lại Bắc Hải. Một cuộc xuất quân cuối cùng của hạm đội bị hủy bỏ diễn ra vào ngày 23-24 tháng 4 năm 1918. Thüringen, Ostfriesland và Nassau hình thành nên một đơn vị đặc biệt cho Chiến dịch Schlußstein, một ý định chiếm đóng St. Petersburg. Ba chiếc tàu chiến đi đến vịnh Baltic vào ngày 10 tháng 8, nhưng chiến dịch bị trì hoãn và cuối cùng bị hủy bỏ. Đơn vị đặc biệt được giải tán vào ngày 21 tháng 8, và các con tàu quay trở về Wilhelmshaven vào ngày 23 tháng 8.

### Binh biến Wilhelmshaven
Thüringen và ba con tàu chị em được dự định để tham gia hoạt động cuối cùng của hạm đội vào cuối tháng 10 năm 1918, nhiều ngày trước khi Hiệp định Đình chiến với Đức có hiệu lực. Phần lớn Hạm đội Biển khơi sẽ xuất phát từ căn cứ của chúng ở Wilhelmshaven để đối đầu với Hạm đội Grand của Anh; Reinhard Scheer, lúc này là Đại Đô đốc (Großadmiral) của Hạm đội, dự định gây tổn thất cho Hải quân Anh càng nhiều càng tốt nhằm duy trì một vị thế mặc cả tốt cho việc thương lượng hòa bình của Đức bất chấp tổn thất có thể phải chịu đựng. Tuy nhiên, nhiều người trong số những thủy thủ đã mệt mỏi vì chiến tranh cảm thấy chiến dịch này sẽ ngăn trở tiến trình hòa bình và kéo dài thời hạn chiến tranh.
Sáng ngày 29 tháng 10 năm 1918, mệnh lệnh được đưa ra để chuẩn bị khởi hành từ Wilhelmshaven vào ngày hôm sau. Bắt đầu từ đêm 29 tháng 10, thủy thủ trên chiếc Thüringen, và sau đó trên nhiều thiết giáp hạm khác, làm binh biến. Thợ đốt lò đã tắt các nồi hơi và từ chối làm việc. Ngày hôm sau, các tàu phóng lôi B110 và B112 đã áp sát còn chiếc tàu ngầm U-boat U-135 chỉa pháo của nó vào con tàu. Một phần đáng kể thủy thủ đoàn, gồm 314 thủy thủ và 124 thợ đốt lò, bị bắt và bị đưa khỏi tàu. Tuy nhiên, điều này đã không thể ngăn chặn cuộc binh biến, vốn nhanh chóng lan rộng khắp hạm đội. Sự bất ổn cuối cùng đã buộc Hipper và Scheer phải hủy bỏ chiến dịch. Được thông báo về tình hình, Kaiser phát biểu "Tôi không còn có một lực lượng Hải quân nữa".

### Số phận
Sau khi Đức đầu hàng vào tháng 11 năm 1918, hầu hết Hạm đội Biển khơi, dưới quyền chỉ huy của Chuẩn Đô đốc Ludwig von Reuter, bị lưu giữ tại căn cứ hải quân của Anh ở Scapa Flow. Thüringen và ba chiếc tàu chị em, cùng với bốn chiếc lớp Nassau, được phép ở lại Đức trong khi việc thương lượng hòa bình đang diễn ra. Sáng ngày 21 tháng 6 năm 1919, hạm đội Anh rời Scapa Flow tiến hành cơ động huấn luyện, và lợi dụng sự vắng mặt đó Reuter ra lệnh cho thủy thủ đoàn đánh đắm mười thiết giáp hạm và năm tàu chiến-tuần dương đang bị chiếm giữ tại Scapa Flow. Số phận của tám thiết giáp hạm Đức còn lại được định đoạt bởi Hiệp ước Versailles: chúng được giải giới và chuyển giao cho các cường quốc Đồng Minh thắng trận như sự thay thế cho các con tàu đã bị đánh đắm tại Scapa Flow.
Thüringen được cho ngừng hoạt động vào ngày 16 tháng 12 năm 1918 và sử dụng như một tàu trại lính lúc nó còn ở lại Đức. Nó được rút khỏi Đăng bạ Hải quân vào ngày 5 tháng 11, và đầu hàng với Hải quân Pháp vào ngày 29 tháng 4 năm 1920. Một nhóm thủy thủ đoàn nhỏ đã đưa con tàu đến Cherbourg cho việc chuyển giao chính thức. Thüringen được sử dụng trong một thời gian ngắn như một tàu mục tiêu cho Hải quân Pháp trước khi bị đánh chìm ngoài khơi Gavres. Con tàu được tháo dỡ một phần tại chỗ trong những năm 1923-1933, cho dù một phần lớn của lườn tàu vẫn còn lại ngoài khơi bờ biển nước Pháp.